# Primaires présidentielles du Parti républicain américain de 1972
Les primaires présidentielles du Parti républicain américain de 1972 sont des élections internes au parti républicain ayant désignées Richard Nixon comme candidat à l'élection présidentielle américaine de 1972.